# Třída K (1938)
Třída K byla třída oceánských ponorek Sovětského námořnictva. Název třídy odkazuje ke slovu Krejserskaja, tedy křižníková ponorka (neoficiálně též Kaťuša). Celkem bylo postaveno dvanáct ponorek této třídy. Označeny jsou jako série XIV. Byly to největší a nejlepší sovětské ponorky z období druhé světové války. Ve válce jich bylo pět ztraceno. Koncem 50. let byly ostatní vyřazeny, přičemž dva kusy ještě mnoho let sloužily ve výcviku. Ponorka K-21 byla zachována jako muzejní loď.

## Stavba
Vývoj třídy K byl zahájen roku 1934. Jednalo se o velkou a silně vyzbrojenou ponorku, která měla silnou hlavňovou výzbroj a zároveň byla schopna nést 24 torpéd a 20 min. Její konstrukce byla optimalizována pro provoz v Arktidě. Původní plány na nesení vlastních hydroplánů nebyly realizovány. Stavba ponorek třídy K začala roku 1936 ve třech leningradských loděnicích. Celkem bylo rozestavěno dvanáct ponorek označených K-1 až K-3, K-21 až K-23 a K-51 až K-56. Ponorka K-54 nebyla dokončena. Prvních devět bylo objednáno v rámci druhé a ostatní v rámci třetí pětiletky.
Jednotky třídy K:
| Jméno | Založení kýlu | Spuštěna          | Vstup do služby | Poznámky |
| ----- | ------------- | ----------------- | --------------- | --- |
| K-1   | 1936          | 29. dubna 1938    | prosinec 1939   | Ztracena v Karském moři v září 1943. Pravděpodobně zničena minou.                                              |
| K-2   | 1936          | 29. dubna 1938    | prosinec 1939   | Ztracena v září 1942. Nevrátila se z patroly v oblasti severního Norska. Pravděpodobně zničena minou.          |
| K-3   | 1936          | 31. července 1938 | listopad 1940   | Ztracena v březnu 1943 v oblasti fjordu Porsanger. Potopena německými stíhači ponorek UJ1102, UJ1106 a UJ1111. |
| K-21  | 1937          | 16. srpna 1939    | listopad 1940   | Od roku 1954 dobíjecí stanice. Zachována jako muzejní loď.                                                     |
| K-22  | 1938          | 3. listopadu 1938 | červenec 1940   | V únoru 1943 zničena minou.                                                                                    |
| K-23  | 1938          | 28. dubna 1939    | září 1940       | Dne 12. května 1942 v mysu Kinnarodden potopena německými stíhači ponorek UJ1101, UJ1109 a UJ1110.             |
| K-51  | 1938          | 30. července 1939 | listopad 1943   | Od roku 1956 dobíjecí stanice.                                                                                 |
| K-52  | 1938          | 5. července 1939  | říjen 1942      | Od roku 1955 dobíjecí stanice.                                                                                 |
| K-53  | 1938          | 2. září 1939      | červenec 1943   | Od roku 1954 dobíjecí stanice.                                                                                 |
| K-54  | 1937          | 8. března 1941    | –               | Stavba zrušena, sešrotována.                                                                                   |
| K-55  | 1937          | 7. února 1941     | prosinec 1944   | Od roku 1954 dobíjecí stanice.                                                                                 |
| K-56  | 1937          | 29. prosince 1940 | listopad 1942   | Vyřazena, 1955 potopena jako cvičný cíl.                                                                       |

## Konstrukce

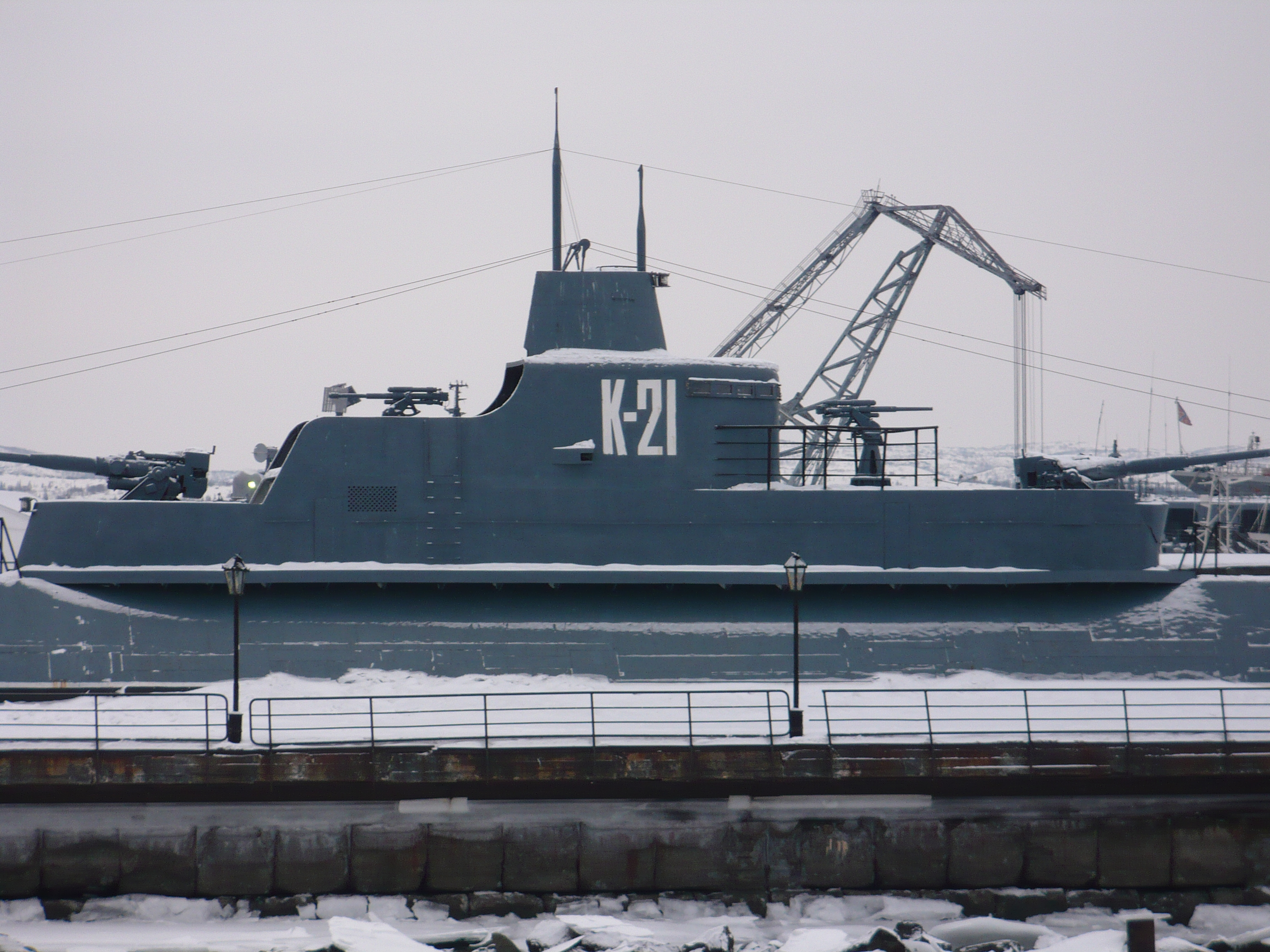
Věž ponorky K-21

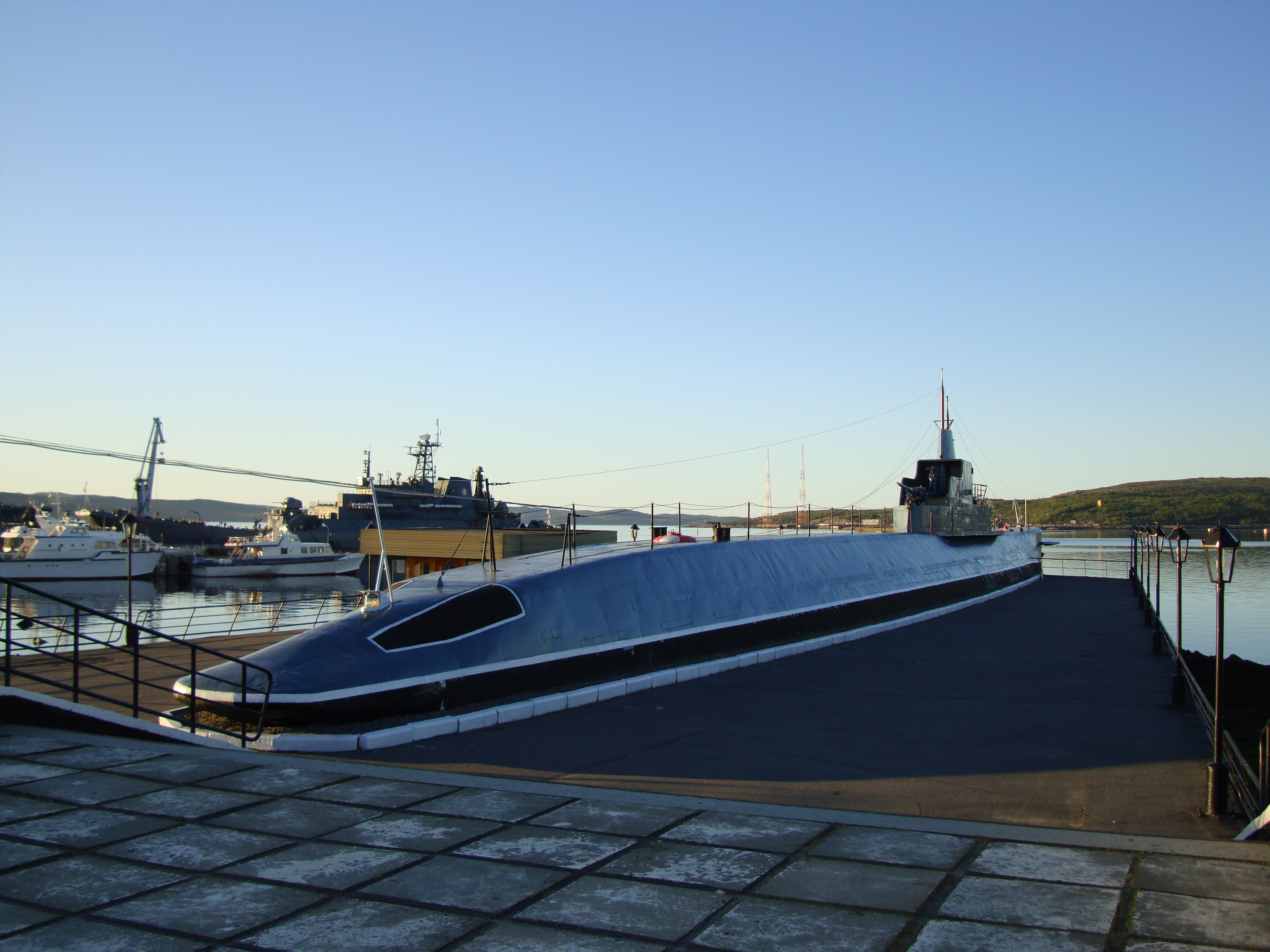
Ponorka K-21

Ponorka měla dvoutrupou koncepci. Trup byl rozdělen do sedmi vodotěsných sekcí. Hlavňovou výzbroj představovaly dva 100mm kanóny a dva 45mm kanóny. Ponorka byla vyzbrojena deseti 533mm torpédomety (šest příďových, dva záďové, dva externí) pro které bylo neseno 24 torpéd. Nést mohla také až 20 min. Pohonný systém tvořily dva diesely 9DKR o výkonu 8400 bhp a dva elektromotory PG-11 o výkonu 2400 shp, pohánějící dva lodní šrouby. Nejvyšší rychlost dosahovala 21 uzlů na hladině a deset uzlů pod hladinou. Dosah byl 14 000 námořních mil při rychlosti devíti uzlů na hladině a 160 námořních mil při třech uzlech pod hladinou. Operační hloubka ponoru byla osmdesát metrů. Maximální hloubka ponoru byla 100 metrů.

## Služba
K Severnímu loďstvu se podařilo nasadit ponorky K-1 až K-3 a K-21 až K-23. Po přerušení provozu Bělomořsko-baltského kanál německo-finskými vojsky v září 1941 musely ostatní ponorky zůstal na Baltu. Nejznámější akcí ponorek třídy K je údajné zasažení německé bitevní lodě Tirpitz dvěma torpédy vystřelenými K-21 5. července 1942 v rámci akcí při ochraně konvoje PQ-17.